# Історичне товариство імені Нестора-Літописця
Історичне товариство імені Нестора-Літописця (рос. Историческое общество летописца Нестора при Киевском университете) — наукове товариство з історії, що існувало в Києві протягом 1872–1931 років.
Засноване в 1872 р. на основі наукового гуртка в Києві, офіційно відкрилося в січні 1873 року. У 1874 р. перейшло у відання Київського університету. З 1879 р. видавало «Читання в Історичному товаристві Нестора-літописця» (скорочено ЧІТНЛ, 24 томи до 1914 р.). Новий статут було прийнято в 1898 р.. Закрито в 1917 р., але в 1921 р. відновило свою діяльність у складі Історико-філологічного відділу ВУАН. На початку 1930-х років було ліквідовано.

## Напрямки діяльності товариства
- Розробка підходів до охорони пам'яток;
- дослідження історії козацтва;
- вивчення старожитностей Волині, Поділля, Лівобережної України, Слобідської України;
- дослідження археології, топографії, історії Києва та Київської губернії.

## Етапи існування та діяльності
У сучасній українській історіографії діяльність ІТНЛ умовно прийнято поділяти на три основні етапи:

### Становлення
1872—1893 рр., які стали періодом його становлення та формування, коли були створені його організаційні засади, визначилися пріоритетні напрями роботи у вивченні історії України. В цей час неухильно і поступово зростала кількість його членів (у 1873 р. — 6 почесних і 15 дійсних; у 1893 р.- відповідно 24 та 108), постійно долучалися до участі в його засіданнях студенти та представники громадськості. Доповіді, представлені на засіданнях ІТНЛ, торкалися найрізноманітніших аспектів давньої та середньовічної історії України й Росії, загальної історії, історіографії, бібліографії, археології, літературознавства тощо. Активну участь товариство взяло в підготовці та проведенні в Києві ІІІ Археологічного з'їзду (серпень 1874 р.).

### Розширення діяльності
У 1894—1917 рр. діяльність товариства значно активізувалася, а його авторитет суттєво зріс. Регулярно проводилися його засідання, було створено статут наукового товариства (у його підготовці найактивнішу роль відіграли М. Дашкевич та М. Володимирський-Буданов), за яким ІТНЛ надавалися досить широкі повноваження, зокрема історії України, затвердження дослідницьких тем на здобуття премій та надання їх, друкування праць товариства без сторонньої цензури та ін.. Затвердження 2-го Статуту ІТНЛ відбулося у 1894 р.. За ініціативи О. Лазаревського товариство в 1895 р. започаткувало читання лекцій в Київському університеті, а в 1904 р. вони були заборонені урядом Російської імперії.
Протягом цього періоду було опубліковано 17 книг «ЧІТНЛ», до яких увійшли наукові праці українських і російських істориків, філологів, літературознавців (монографії, статті, нариси), археографічні публікації, матеріали доповідей на засіданнях товариства, рецензії та огляди, присвячені різноманітним аспектам історії та філології, мистецтвознавства та філософії. Новою формою роботи ІТНЛ стала організація та читання публічних (спочатку безоплатних, а потім — платних) лекцій з історії, геології та ін. наук для громадськості Києва. Наприклад, у навчальному році 1898—1899 рр. 9 лекторів читали лекції з 11 курсів, на які лише протягом осіннього семестру записалося близько 250 слухачів. Крім того, ІТНЛ відіграло помітну роль у відновленні діяльності Вищих жіночих курсів у Києві, в проведенні в 1899 р. ХІ Всеросійського Археологічного з'їзду (Київ), в організації охорони пам'яток історії та культури. Весь цей час зміцнювалися його наукові контакти з ін. науковими інституціями та товариствами Російської імперії та поза її межами. ІТНЛ брало участь у підготовці й проведенні Всеросійських археологічних з'їздів у Києві, Ризі, Харкові, Катеринославі (нині м. Дніпро), Чернігові.
У 1910 р. з ініціативи членів ІТНЛ засновано було Київське товариство охорони пам'ятників старовини та мистецтва.
Боротьба за владу в Україні протягом 1917—1921 рр. паралізувала діяльність товариства.

### Період змін
На третьому етапі своєї діяльності (1917—1931 рр.) ІТНЛ зазнало різноманітних змін як організаційного, так і суто наукового характеру. Вже з травня 1921 р. воно було приєднане до ВУАН на правах повної автономії у внутрішній науковій діяльності. У 1921 р. затвердженим третім статутом товариства було звужене коло діяльності до історії доби середньовіччя, культури, історіографії, бібліографії. У цей час його члени займалися переважно проблемами історії України феодальної доби. Як і раніше, основною формою діяльності залишалося влаштування засідань товариства, щоправда останні, на відміну від попередніх двох періодів, проводилися вже не регулярно. На цих засіданнях ІТНЛ зачитувалися доповіді та повідомлення його членів. Протягом цього етапу товариство вже не видавало «ЧІТНЛ» (остання їх книга вийшла в 1914 р.), а свої праці його члени публікували у виданнях ВУАН, наукових збірниках, часописах та окремими працями. Як і раніше ІТНЛ підтримувало зв'язки з іншими науковими товариствами та установами, спільно з ними проводило деякі засідання, організовувало екскурсії, конференції, наукові симпозіуми, з'їзди, займалося організацією охорони пам'ятників старовини тощо.
У 1931 р. по реорганізації ВУАН товариство було ліквідовано. За період діяльності ІТНЛ провело 700 засідань, випустило 24 книги «ЧІТНЛ».

## Активні учасники

### Голови
Головами товариства в різний час були
- М. А. Тулов (у 1873—1874 роки)
- В. С. Іконников (у 1874—1877 рр.)
- О. О. Котляревський (у 1877—1881 рр.)
- В. Б. Антонович (у 1881—1887 рр., 1896—1899 рр.)
- М. Ф. Володимирський-Буданов (у 1887—1893 рр.)
- В. С. Іконников (у 1893—1895 рр.)
- О. М. Лазаревський (у 1895—1896 рр.)
- М. П. Дашкевич (у 1899—1905 рр.)
- Ю. А. Кулаковський (у 1905—1911 рр.)
- М. П. Василенко

За часів головування Кулаковського Ю. (у 1904—1905, 1907—1917 роках) у зазначеному товаристві панували українофобські настрої й пріоритет надавався історико-філологічній тематиці.

### Секретарі
- Хрущов Іван Петрович (від 1872 р.)
- Ясинський Михайло Микитович (у 1896—1903 роках)
- Лобода Андрій Митрофанович (у 1906 р.)
- Базилевич Василь Митрофанович (у 1917—1930 рр.)

### Відомі члени товариства
Протягом майже 60-річного періоду існування ІТНЛ з ним була тісно пов'язана наукова діяльність багатьох відомих українських та російських істориків, серед яких відомі
- Антонович В. Б.,
- Бестужев-Рюмін К. М.,
- Багалій Д. І.,
- Базилевич В.,
- Василенко М. П.,
- Георгієвський В.,
- Грушевський М. С.,
- Довнар-Запольський М. В.,
- Добровольський Л.,
- Завитневич В.,
- Іконников В. С.,
- Кивлицький Є. О.,
- Каманін І. М.,
- Костомаров М.,
- Лашкевич О. С.,
- Левицький О. І.,
- Лобода А.,
- Лучицький І. В.,
- Маслов С. І.,
- Модзалевський В. Л.,
- Максимович М. О.,
- Павлуцький Г. Г.,
- Падалка Л. В.,
- Романовський В. О.,
- Срезневський В. І.,
- Степович А. І.
- Сіцінський Ю.,
- Теличенко І. В.
- Флоринський Т.,
- Щербина В. І.,
- Уваров О. С.

та інші.

## Наукова література
Існує досить різноманітна спеціальна наукова література, яка стосується окремих напрямів діяльності ІТНЛ. Серед таких праць першими за часом появи були замітки засновників товариства М. Максимовича та І. Хрущова, а також активних членів товариства В. Базилевича, М. Дашкевича, І. Житецького, О. Нестроєва, А. Степовича та інших, в яких було підсумовано проміжкові результати діяльності товариства (у формі своєрідних звітів).
Від 1876 р. праці ІТНЛ друкувалися на сторінках видання «Університетські вісті» (рос. Университетские известия).
Окремі археографічні публікації, вміщені на сторінках видання «Читання в Історичному товаристві Нестора-літописця, ЧІТНЛ» (рос. Чтения в Историческом обществе Нестора-летописца) від 1879 року, що були предметом досить ретельного джерелознавчого аналізу сучасних українських істориків М. Ковальського, Ю. Мицика, М. Литвиненко, Г. Швидько та ін.
Вже в радянський час основні напрями діяльності товариства стисло були висвітлені в узагальнюючих працях і енциклопедичних словниках, статтях В. Сарбея та О. Степанського. Особливу увагу відвів діяльності ІТНЛ у своїх працях сучасний український історик М. Колесник.
До кінця першого періоду функціювання товариства вийшло 7 книг «ЧІТНЛ», в яких було вміщено чимало змістовних наукових праць та археографічних публікацій, різних за жанром, обсягом, важливістю та значенням.

## Видання
- (рос.)Чтения в Историческом Обществе Нестора Летописца. Киев, 1879—1913.
- (рос.)Труды III Съезда в Киеве, в 1874 г. Киев, 1878. Т. 1—2.
- (рос.)Поминки по А. А. Котляревском. Киев, 1892.
- (рос.)Публичные лекции по геологии и искусству Киева. Киев, 1897.
- (рос.)Сборник в память 900-летия Крещения Руси. Киев, 1899.
- (рос.)Памяти Гоголя. Научно-литературный сборник. Киев, 1902.
- (рос.)Изборник Киевский, посвященный Т. Д. Флоринскому. Киев, 1904.
- (рос.)Eranos. Сб. статей по литературе и истории в честь Н. П. Дашкевича. Киев, 1906.